# دون أوين (مخرج)
دون أوين (بالإنجليزية: Don Owen)‏ هو كاتب سيناريو ومخرج كندي، ولد في 19 سبتمبر 1931 في تورونتو في كندا، وتوفي بنفس المكان في 21 فبراير 2016.

## وصلات خارجية
- دون أوين على موقع IMDb (الإنجليزية)
- دون أوين على موقع أول موفي (الإنجليزية)
- دون أوين على موقع قاعدة بيانات الأفلام السويدية (السويدية)
- دون أوين على موقع قاعدة بيانات الفيلم (الإنجليزية)
- دون أوين على موقع كينوبويسك (الروسية)